# Kappa (mitologia)

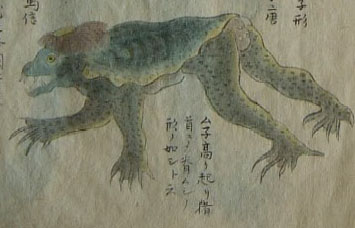
Un disegno di un kappa che venne riportato come catturato in una rete da pesca sulla spiaggia est di Mito nel 1801

Il kappa (河童?), chiamato anche kawatarō (川太郎? "ragazzo di fiume") o kawako (川子? "figlio del fiume"), è una creatura leggendaria giapponese, uno yōkai, uno spirito del folclore e della mitologia giapponese che abita in laghi, fiumi e stagni.
Nello scintoismo è considerato uno dei tanti suijin (水神? "dei acquatici"). Una variante di kappa coperto di pelo è chiamato hyōsube (ひょうすべ?).
I kappa sono simili ai nix o nixie inglesi, ai Neck della Germania, ai Näkki della Scandinavia ed ai kelpie scozzesi, e sono stati usati in tutte queste culture per spaventare i bambini nei confronti del pericolo di ciò che si nasconde nelle acque.

## Aspetto
La maggior parte delle descrizioni dipinge i kappa come umanoidi delle dimensioni di bambini, sebbene i loro corpi siano più simili a quelli delle scimmie o a quelli delle rane piuttosto che a quelli degli esseri umani. Alcune descrizioni dicono che le loro facce sono gorillesche, mentre secondo altre hanno un viso con un becco simile a quello delle tartarughe. Generalmente i disegni mostrano i kappa con spessi gusci simili a quelli di una tartaruga e con la pelle scagliosa in colori nell'intervallo che va dal verde, al giallo o al blu.
I kappa abitano i laghi e i fiumi del Giappone e sono dotati di diverse caratteristiche che li aiutano in questo ambiente, come mani e piedi palmati. Si dice alle volte che puzzino di pesce e certamente sanno nuotare bene. L'espressione kappa no kawa nagare ("un kappa che si fa portar via dalla corrente") significa che anche gli esperti possono sbagliare.
La caratteristica principale del kappa è comunque la depressione piena d'acqua in cima alla testa. Questa cavità è circondata da ispidi e corti capelli, che hanno dato nome al taglio di capelli okappa atama. Il kappa trae la sua forza incredibile da questo foro pieno d'acqua e chiunque ne affronti uno può sfruttare questa debolezza semplicemente facendo in modo che il kappa rovesci l'acqua dalla sua testa; un metodo sicuro è di appellarsi al profondo senso di etichetta del kappa, dato che questo non può non ricambiare un profondo inchino, anche se questo significa rovesciare l'acqua dalla testa, una volta vuotata la riserva d'acqua infatti, il kappa è seriamente indebolito e rischia anche di morire; altri racconti dicono che quest'acqua permette ai kappa di muoversi sulla terra ed una volta svuotata la creatura è immobilizzata. I bambini testardi sono incoraggiati a seguire il costume di inchinarsi con la scusa che sia una difesa contro i kappa.

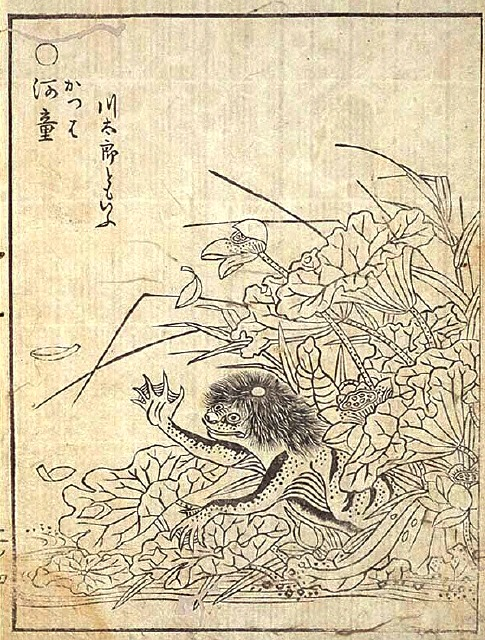
Raffigurazione di un kappa in una stampa del 1700

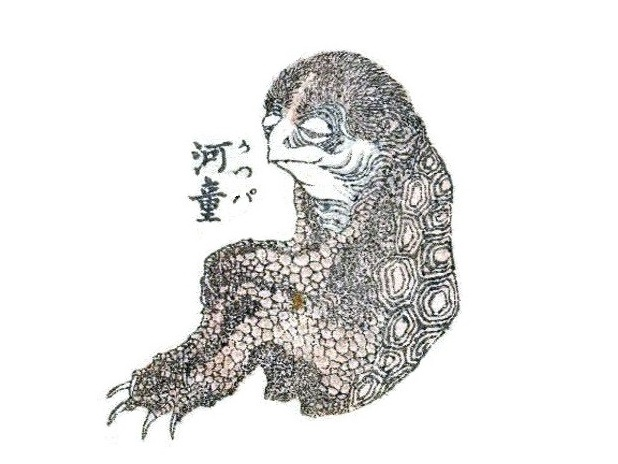
Un kappa nel particolare di una rappresentazione di Hokusai

## Comportamento
I kappa sono combinaguai maliziosi. I loro scherzi vanno dal relativamente innocente, come rumorose flatulenze o guardare sotto al kimono delle donne, fino ai più problematici, come rubare il raccolto, rapire bambini o stuprare donne. Infatti i piccoli bambini sono uno dei pasti preferiti dei kappa, sebbene siano anche disponibili a mangiare adulti. Si nutrono delle loro vittime inermi, succhiando fuori le interiora (o il sangue, il fegato o la "forza vitale", secondo la leggenda) attraverso l'ano, succhiando il loro shirikodama (尻子玉?), una mitica sfera che vi si troverebbe. Avvisi che mettono in guardia dai kappa appaiono sui corsi d'acqua di alcune città e villaggi giapponesi. Si dice che i kappa abbiano anche paura del fuoco e alcuni villaggi tengono festival di fuochi d'artificio ogni anno per spaventarli e tenerli lontani.
Un tempo si credeva che se si affrontava un kappa c'era solo un modo per uscirne vivi: i kappa, per qualche ragione, sono ossessionate dall'etichetta. Così se la persona avesse fatto un profondo inchino al kappa, quest'ultimo avrebbe sicuramente ricambiato con un altro inchino, versando inavvertitamente l'acqua contenuta nella boccia a forma di foglia di ninfea sopra la propria testa. Quindi, se una persona fosse riuscita a ingannare il kappa e farlo inchinare, quest'ultimo sarebbe stato reso incapace di lasciare la posizione dell'inchino, fino a quando la boccia-foglia di ninfea sulla sua testa non fosse stata riempita di nuovo con l'acqua del fiume o dello stagno dove viveva. Nel caso fosse stato un umano a riempirla si credeva che il kappa l'avrebbe servito per l'eternità.
I kappa non sono comunque interamente antagonisti degli esseri umani; sono curiosi della civilizzazione umana e possono comprendere e parlare il giapponese, per questo a volte sfidano chi incontrano a batterli in test di abilità, come lo shōgi (un gioco simile agli scacchi popolare in Giappone) o un incontro di sumo. Possono anche stringere amicizia con esseri umani in cambio di doni e offerte, specialmente cetrioli, il solo cibo che i kappa apprezzino più dei bambini umani. Alle volte i genitori giapponesi scrivono i nomi dei loro bambini (o i loro propri nomi) su cetrioli e li lanciano nelle acque infestate di kappa per placare la creatura e permettere alla famiglia di fare il bagno. Esiste anche un tipo di sushi ripieno di cetriolo, chiamato appunto kappamaki.
Una volta stretta amicizia con il kappa, si dice che questo esegua diversi tipi di compiti per gli esseri umani, come aiutare i contadini ad irrigare i campi. Sono anche gran conoscitori della medicina e una leggenda afferma che hanno insegnato agli esseri umani come guarire le fratture. A causa di questi aspetti benevoli alcuni santuari scintoisti, detti jinja, sono dedicati all'adorazione di un kappa particolarmente benevolo.
I kappa possono anche essere truffati nell'aiutare le persone. Il loro profondo senso del decoro non permette loro, per esempio, di rompere un giuramento, quindi se si riesce ad obbligare un kappa a promettere aiuto, il kappa non ha alcuna scelta che di mantenere la parola data.

## Origini
Ci sono diverse teorie sull'origine dei kappa nel mito giapponese. Una possibilità è che si siano sviluppati dall'antica pratica giapponese di far galleggiare i feti di bambini nati morti lungo i fiumi e torrenti.
Il nome "kappa" potrebbe essere derivato dal termine per la "veste" usata dai monaci portoghesi arrivati in Giappone nel XVI secolo; questi chiamavano il loro abito capa e l'aspetto dei monaci non è dissimile da quello di questi spiriti giapponesi, dal mantello sciolto, simile ad un guscio, alla tonsura dei capelli.
L'etimologia più antica del nome giapponese tuttavia fa pensare che in origine il termine significasse "creature o uomini dei corsi d'acqua" (è attestata infatti anche la versione kawappa).
Il kappa potrebbe poi essere ispirato nelle fattezze alla tremenda malattia infantile definita Ittiosi Arlecchino, relativamente comune in Asia, unita alla già citata pratica di dare eterno riposo ai feti nei corsi d'acqua. Questo spiegherebbe le caratteristiche ittiche di scaglie, il guscio rotto, metafora forse della sacca placentare e l'aspetto infantile, visto che fino al XX secolo era impossibile sopravvivere per i bambini colpiti da questa deformità.

## Ikappanella narrativa e nella cultura moderna
Un kappa è fra i protagonisti della popolare leggenda cinese di Sun Wukong, raccontata nel libro Viaggio in Occidente (che fra l'altro ha ispirato svariati anime quali Dragon Ball e Saiyuki, sebbene in entrambi il personaggio perda le sue caratteristiche di kappa). 
Inglobati come sono nel folclore popolare i kappa sono figure diffuse anche nei manga, nei giocattoli per bambini e nella letteratura. I racconti moderni li ritraggono molto meno mostruosi, mostrandoli più come personaggi carini da cartone animato.

### Anime e manga
- I protagonisti del manga Kappa no Kawatarō di Kon Shimizu e dei relativi sequel sono un gruppo di kappa.[15]
- Nel capitolo 948 del manga One Piece, il personaggio Kawamatsu afferma di essere un kappa per mascherare il suo essere un uomo-pesce.
- Memorabile l'apparizione dei kappa in una puntata dell'anime (e del manga) di Lamù (Urusei Yatsura), in cui Ataru Moroboshi trova un kappa disidratato tra i rami di un albero.
- Nell'anime Dororon Enma-kun, e nel successivo remake Demon Prince Enma (inediti in Italia), Kapaeru è un kappa cacciatore di demoni, che agisce in compagnia dei protagonisti Enma e Yuki-hime.
- Un kappa appare in una delle missioni del manga Gantz, segnalato come obiettivo da catturare. Non presenta caratteristiche rilevanti e afferma unicamente di essere deformato da qualche parte.
- Nell'episodio 21 dell'anime Gintama, compare un kappa rappresentato come una tartaruga antropomorfa dotata di becco e con un piatto in testa. Il piatto contiene un liquido, simile ad acqua, che è la fonte di energia del kappa: se viene svuotato egli perde le forze.
- Nel manga Nurarihyon no Mago uno dei personaggi è chiamato Kappa, e mantiene molte delle caratteristiche attribuite a queste creature, come le mani e i piedi palmati e una specie di guscio sulla testa.
- Nell'episodio numero trenta dell'anime Hetalia: Axis Powers Inghilterra fa amicizia con un kappa, che lo informa di alcune tradizioni giapponesi. Con un po' di malinconia afferma che è tempo che non si faccia più vedere dagli umani, poiché la sua esistenza è diventata una superstizione.
- Un kappa compare in un episodio dell'anime Sampei, tramite citazione e raffigurazione.
- Nella serie anime Arakawa Under the Bridge è presente un personaggio (il Capo Villaggio) che dice di essere un kappa, anche se è evidente che si tratta di un uomo travestito.
- Nell'episodio 100 dell'anime Inazuma Eleven compaiono due kappa che, sfidando Xavier Foster e Scott Banyan a calcio, vincono per 17 a 1.
- Nell'episodio 55 dell'anime Dragon Ball si vede un kappa giocare nel lago.
- Nell'anime Evelyn e la magia di un sogno d'Amore, i tre folletti che accompagnano la protagonista sono kappa.
- Un kappa di nome Kawabata appare come personaggio secondario in Namiuchigiwa no Muromi-san.
- Nell'episodio 600-601 (secondo la numerazione originale), dal titolo Il sogno fatto da un Kappa, della serie anime Detective Conan, i protagonisti pensano di avere a che fare con questa creatura.
- Nel manga e anime Due come noi uno dei due protagonisti, Itou, è talvolta scherzosamente chiamato Kappa o Bakappa (questo secondo soprannome è dato da un gioco di parole giapponesi, Baka ovvero stupido e Kappa) in seguito ad essere costretto da un rapitore ad imitare un kappa, mettendosi un piatto in testa e urlando: "Cetrioli, cetrioli, cetrioli!".
- Nel manga di Inuyasha, il nonno di Kagome Higurashi, per i suoi quindici anni, le regala la mano mummificata di un kappa.
- La più longeva rivista di manga in Italia è stata Kappa Magazine, il cui titolo cita sia l'editore originario di cui pubblicava (Kodansha) sia il celebre spirito acquatico kappa. Il gruppo redazionale che se ne occupava è noto tutt'oggi con il nome di Kappa boys, e una celeberrima rubrica della rivista era "La rubrica del Kappa", da cui un personaggio anfibio chiamato "il Kappa" raccontava le curiosità dal Giappone in maniera ironica.
- Il Pokémon Ludicolo probabilmente è basato su un kappa.
- Il personaggio Jaken dell'anime Inuyasha è un kappa.[senza fonte]

### Libri
- Alla fine del romanzo "High and dry - primo amore" di Banana Yoshimoto, un kappa viene regalato alla protagonista come simbolo di un trauma infantile finalmente risolto. Si tratta di un "kappa sostituto" scolpito nel legno con la funzione di vegliare sull'incolumità del bambino a cui era ispirato.
- Nel racconto breve Kappa di Ryūnosuke Akutagawa, per quanto in quest'opera il kappa appaia più che altro come figura grottesca e con intenti satirici riguardo alla società moderna.
- Sono apparsi in forma più sinistra come l'organizzazione di INKlings nel romanzo di Haruki Murakami La fine del mondo e il paese delle meraviglie.
- Nel romanzo di Giacomo Bulgarini Le Nobiltà Rivali, l'aspetto del demone Verdell ricorda molto quello di un kappa.
- I kappa compaiono nella serie di libri di Harry Potter, ideata dalla scrittrice J. K. Rowling. In particolare, costituiscono argomento di studio del corso di Difesa contro le Arti Oscure nel terzo e nel quarto volume della serie, e trovano posto tra le creature magiche descritte nel libro di testo Gli animali fantastici: dove trovarli.[16]

### Film
- I kappa sono stati l'ispirazione per le creature del film The Ring.
- Nel film Tartarughe Ninja III, quando il guerriero giapponese proveniente dall'antico Giappone arriva nel presente al posto di April O'Neil, si spaventa scambiando Michelangelo per un kappa.
- Nel film di animazione Un'estate con Coo il protagonista è un kappa che viene riportato in vita dopo 200 anni da un bambino nella moderna Tokyo.[17]
- Nel film Animali fantastici - I crimini di Grindelwald è presente un kappa nel Circus Arcanus di Parigi. Inoltre, viene menzionato anche dallo stesso Newt Scamander durante l'uso dell'incantesimo "Appare Vestigium" mentre cerca Tina Goldstein.

### Videogiochi
- Queste creature sono comparse nella sesta puntata della serie di videogiochi di ruolo Final Fantasy, e sono stati l'ispirazione per i "Koopa" nella serie di videogiochi Super Mario Bros.[18]
- Fanno una comparsata nel gioco Harvest Moon della compagnia Natsume, nel quale se si continua a gettare per dieci giorni cetrioli nel lago vicino alle montagne, compare un kappa che conferisce più energia per lavorare nei giorni piovosi.
- Un kappa è presente nel gioco Animal Crossing con il nome di Kapp'n o, nella versione italiana, Remo.
- Uno dei Pokémon, Lombre, è senza dubbio derivato dai kappa; mentre nella descrizione di un altro Pokémon, Golduck, si legge testualmente: "Questo Pokémon che abita nelle paludi non di rado è confuso con il mostro giapponese kappa".[19]
- Nella serie Touhou Project compare una timida kappa chiamata Nitori Kawashiro. Nei fanworks collegati alla serie viene mostrato che i kappa dispongono di una tecnologia molto avanzata.
- I kappa compaiono inoltre come creature ostili nel videogioco Guild Wars Factions.
- Nel gioco Metin2 è presente un boss, il Generale Kappa, ispirato ai kappa della mitologia.
- Nel gioco Yo-Kai Watch è presente uno Yo Kai chiamato "Cammikappa" appunto ispirato al kappa della mitologia Giapponese.
- Nel videogioco Monster Hunter Rise è presente un mostro chiamato Tetranadon il cui aspetto è ispirato a quello dei kappa.

### Musica
- Questo nome è stato usato come soprannome da Immanuel Kapa, celebre cantante della band Death Nova.

### Giochi di carte
- In Magic the Gathering esiste nell'espansione Champions of Kamigawa la carta "Guscio dell'Ultimo Kappa", un artefatto leggendario raro.
- Nel gioco Yu-Gi-Oh! sono presenti almeno tre carte relative a questo essere: Kappa Corazzato, Hyosube, Kappa Verde e Psi-Kappa.